# 谢福林、谢树林兄弟
谢福林、谢树林兄弟，湖南省长沙市居民，中华人民共和国维权人士。在2010年3月26日被长沙市芙蓉区法院以偷竊罪判刑6年，各科罰金3万。

## 上访维权
谢福林兄弟长期为收回1950年代被政府没收的家族房产而进行上访，2008年将已经收回使用权的一部分房屋装修为餐馆。由于房屋原有电表遭打雷击坏，谢家兄弟多次提出要重新装设新电表，却因为没有房屋产权无法申请。在向地方政府求助后，当地政法委和区政府允许谢家兄弟先行用电。但在2009年7月22日晚上十点多钟，谢福林兄弟却被公安单位以“窃电”名义带走，随后即以“涉嫌盗窃罪”被刑事拘留。
2016年，谢福林、谢树林兄弟赴京上访，再次遭到遣返。